# Петерсон, Георг
Йон Георг Петерсон (швед. John Georg Peterson; 20 февраля 1883, Норрчёпинг, Эстергётланд — 23 ноября 1964, Свертинге) — шведский легкоатлет, выступавший в беге на средние и длинные дистанции и марафонском беге. Участник летних Олимпийских игр 1908 года.

## Биография
Георг Петерсон родился 20 февраля 1883 года в шведском городе Норрчёпинг.
Выступал в легкоатлетических соревнованиях за клуб «Норрчёпинг».
В 1908 году вошёл в состав сборной Швеции на летних Олимпийских играх в Лондоне. В беге на 5 миль в полуфинале занял 3-е место, показав результат 26 минут 50,4 секунды и уступив 34,2 секунды попавшему в финал со 2-го места Фреду Миодусу из Канады. В командном беге на 3 мили сборная Швеции, за которую также выступали Йон Сванберг, Эдвард Даль, Аксель Вигандт и Сет Ландквист, в полуфинале заняла последнее, 3-е место, набрав 21 очко и уступив 6 очков попавшей в финал со 2-го места команде Франции. Также был заявлен в беге на 1500 метров и марафонском беге, но не вышел на старт.
Умер 23 ноября 1964 года в шведском посёлке Свертинге в коммуне Норрчёпинг.